# Церковь Святого Духа (Кодень)
Церковь Святого Духа — католический, изначально православный храм, памятник культово-оборонного зодчества XVI века в стиле белорусской готики. Расположен в деревне Кодень (сейчас — Бяльский повят Люблинского воеводства).

## История

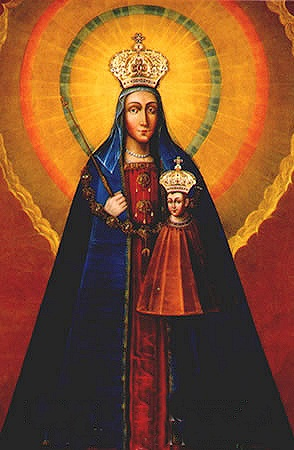
Икона Божией Матери Коденьской

Церковь Святого Духа построена в 1513—1520 вместе с замком, основанным Иваном Сапегой и его сыном Павлом, воеводой новогрудским. Являлась дворцовой церковью рода Сапег до XIX века. На протяжении многих лет в этой церкви хранился чудотворный образ Божией Матери Коденьской, который, по преданию, был похищен Николаем Сапегой в Риме в 1630 году.
В начале XVII века церковь перешла в униатство. В 1817 г. была закрыта из-за плохого технического состояния.
В межвоенный период после ремонта замковая Святодуховская церковь временно служила в качестве приходской церкви восстановленного католического славяно-византийского обряда (униатского) прихода Св. Михаила Архангела.
После 1945 является филиальным храмом римско-католического прихода Св. Анны в Кодене. В 1960-х гг. основательно отреставрирована.

## Архитектура
Храм представляет собой лаконичный компактный прямоугольный объём (28,4×17 м), накрытый высокой двускатной крышей, из которого сильно выдаётся апсида. К её северной стене примыкает ризница. Внутренний простор здания поделён четырьмя крестообразными в плане столпами на три нефа, перекрытых сетчатым сводом с нервюрами. В своей архитектуре Святодуховская церковь почти полностью повторяет костёл в Ишколди, но в отличие от него имеет полукруглую апсиду вместо гранёной, а круглая башенка с витыми лестницами примыкает не в северо-восточном, а в северо-западном углу католикона.
Построена из кирпича в технике готической кладки на известково-песчаном растворе. На стенах церкви пережжёным кирпичом выложен ромбоподобный орнамент.
Вход представляет собой полукруглую арку, акцентированную ренессансной окаймовкой. Стены снаружи укреплены контрфорсами, которые на главном западном фасаде достигают фронтона. Только южная стена прорезана полукруглыми оконными проёмами, что также свойственно костёлам в Ишколди и Гнезно. Фронтон украшен оштукатуренными и побелёнными спаренными нишами. Красочность фасада усиливается разноцветными вставками с образами святых. В позднейшее время на скатах фронтона были надстроены фигурные столбики.

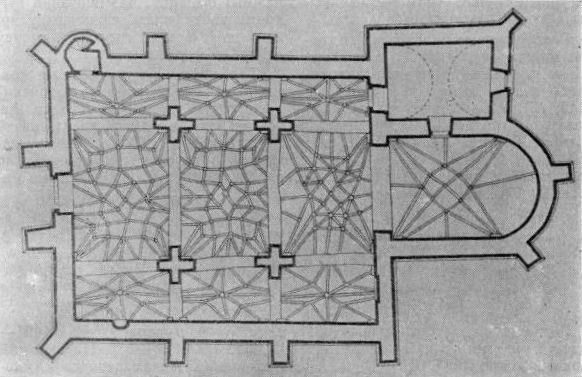
План церкви в Кодене
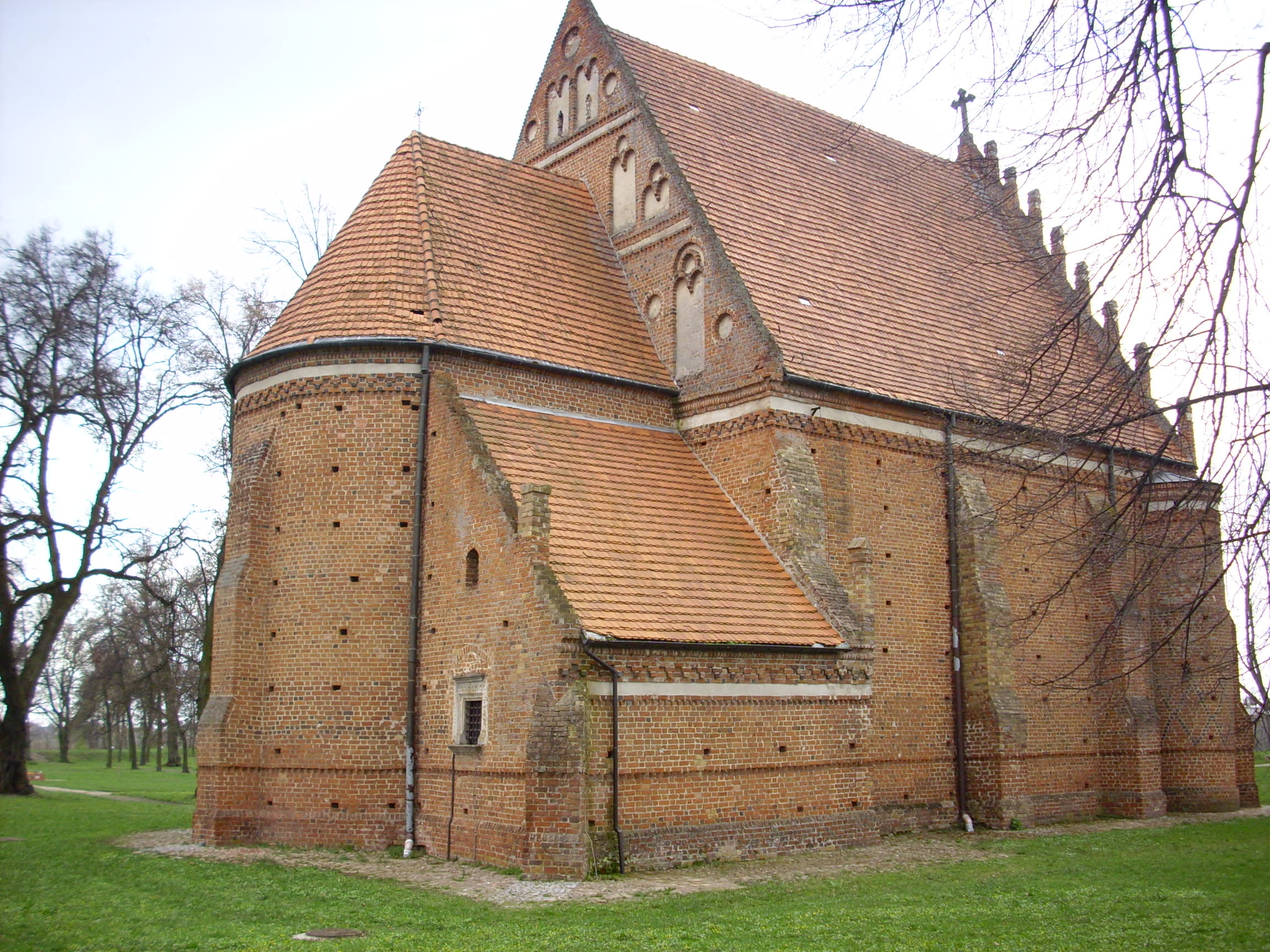
Северный фасад и апсида
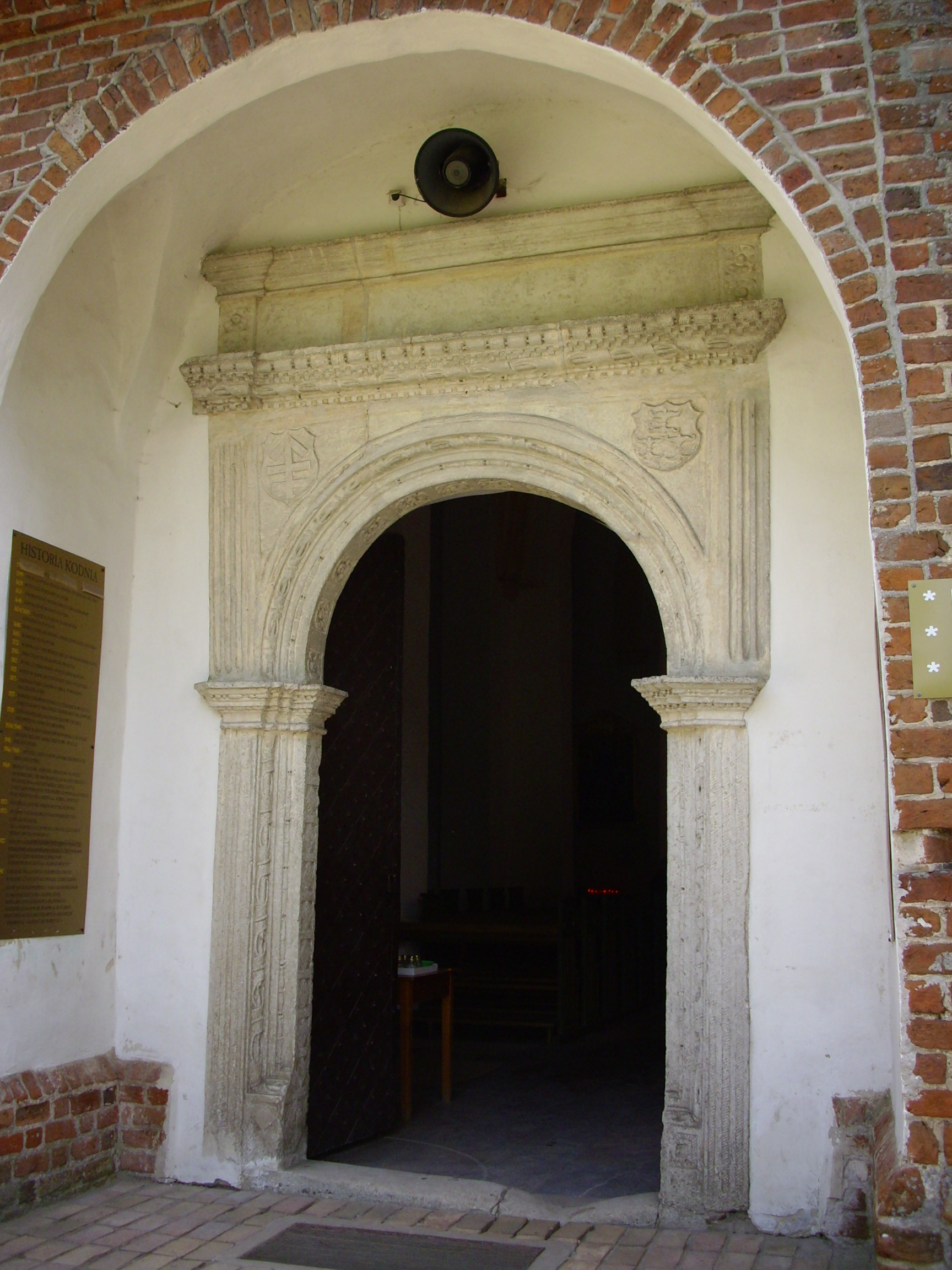
Ренессансный портал
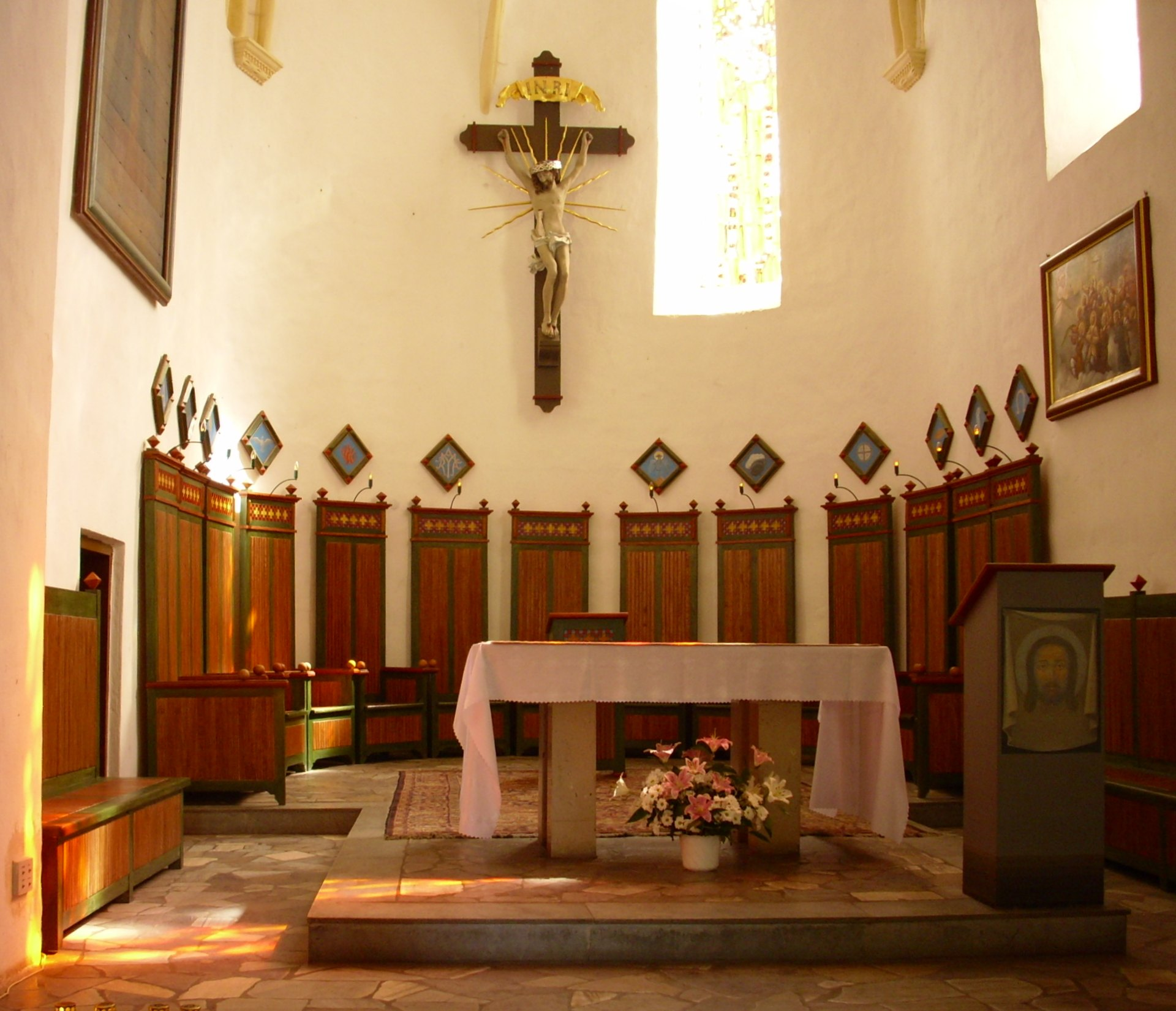
Алтарь храма